# Bülow (bij Crivitz)

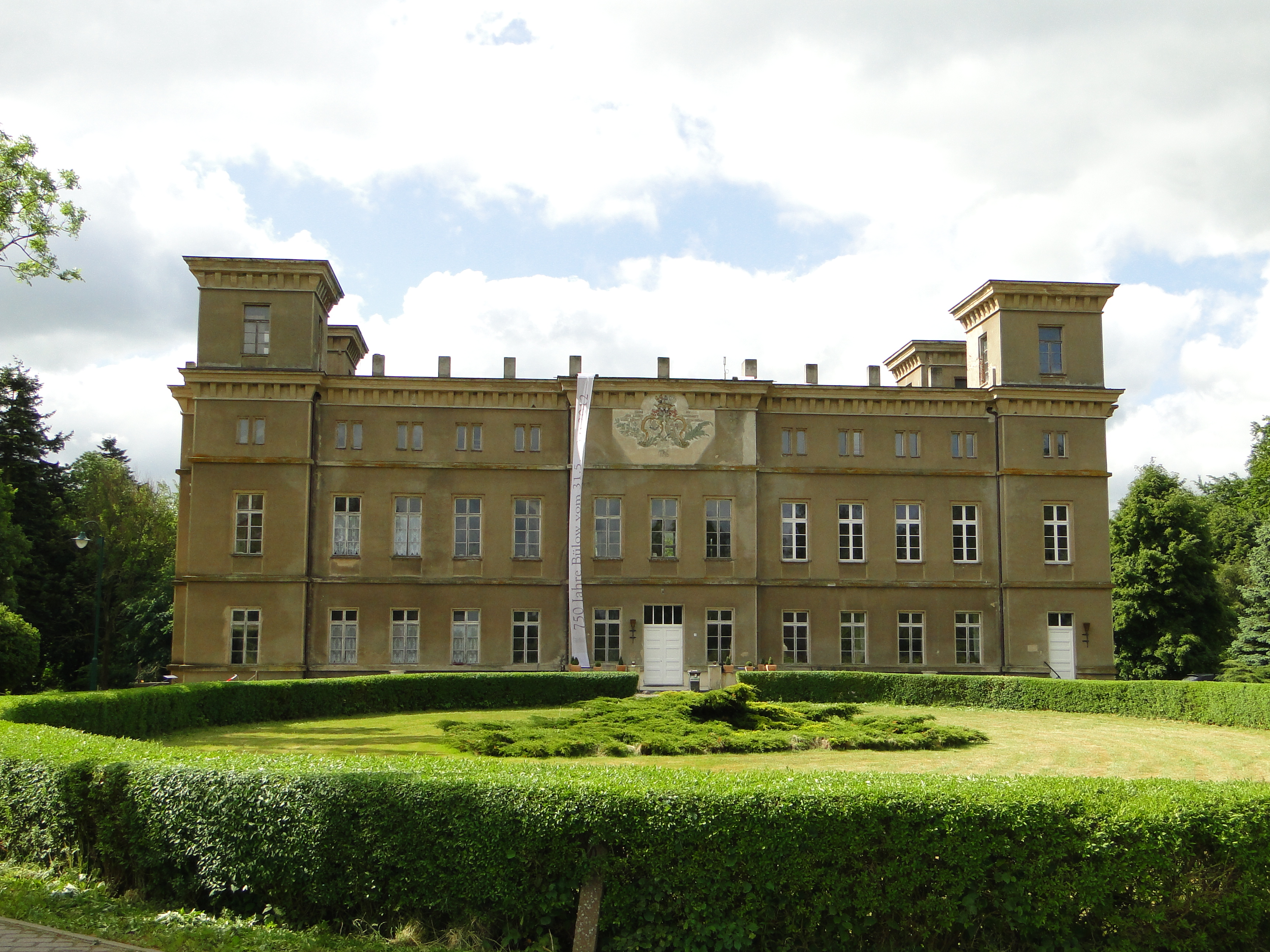
Herenhuis

Bülow is een gemeente in de Duitse deelstaat Mecklenburg-Voor-Pommeren, en maakt deel uit van het Landkreis Ludwigslust-Parchim.
Bülow telt 336 inwoners.